# 大橋靖雄
大橋 靖雄（おおはし やすお、1954年1月2日 - 2021年3月11日 ）は、日本の生物統計学者、疫学者。中央大学理工学部人間総合理工学科教授、東京大学名誉教授。臨床試験や疫学研究など活動は多岐にわたる。工学博士（東京大学）。

## 略歴
- 1954年 福島県に生まれる
- 1972年 福島県立福島高等学校卒業
- 1976年 東京大学工学部計数工学科卒業
- 1979年 東京大学大学院工学研究科博士課程中退、東京大学医学部附属病院助手
- 1982年 東京大学工学博士 論文の題は「探索的データ解析の研究 : ロバストな手法を中心として 」[1]。
- 1984年 東京大学医学部附属病院講師
- 1988年 東京大学医学部附属病院助教授
- 1990年 東京大学医学部教授
- 2001年 NPO法人日本臨床研究支援ユニット理事長
- 2003年 財団法人パブリックヘルスリサーチセンター理事
- 2005年 スタットコム株式会社取締役会長
- 2006年 NPO法人日本メディカルライター協会理事長
- 2009年 社団法人日本臨床試験研究会代表理事
- 2014年 中央大学理工学部教授、東京大学名誉教授
- 2021年 死去[2]

## 主な著書
- 「生物統計学の世界」スタットコム株式会社、2014年(ISBN 978-4-9907606-0-1)
- 「Dr.オーハシの医療統計よもやま」ライフサイエンス出版、2008年(ISBN 978-4-89775-260-0)
- 大橋 靖雄・荒川 義弘（編著）「臨床試験の進め方」南江堂、2006年(ISBN 4-524-23842-5)
- 大橋 靖雄・浜田 知久馬（編著）「生存時間解析―SASによる生物統計」東京大学出版会、1995年(ISBN 4-13-060200-4)
- 市川 伸一・岸本 淳司・大橋 靖雄・浜田 知久馬（編著） 「SASによるデータ解析入門 (SASで学ぶ統計的データ解析) 」東京大学出版会、1993年(ISBN 4-13-064048-8)
- 高橋 行雄・芳賀 敏郎・大橋 靖雄（編著） 「SASによる実験データの解析 (SASで学ぶ統計的データ解析)」東京大学出版会、1989年(ISBN 4-13-064044-5)